# Victoriano Huerta

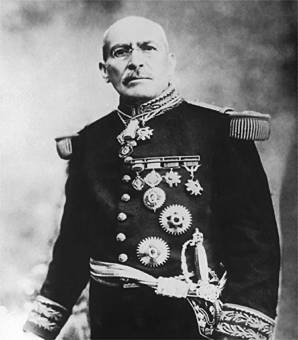
Victoriano Huerta

Victoriano Huerta Márquez, född 22 december 1850 i Colotlán, Jalisco, Mexiko, död 13 januari 1916 i El Paso, Texas, USA, var en mexikansk militär och statsman.
Huerta var av indiansk härstamning. Han var en dugande officer och blev general under Porfirio Díaz. Han slöt sig 1911 till Francisco Madero och anförde dennes armé mot olika upprorsmän men gjorde februari 1913 själv revolution och regerade sedan Madero dödats som provisorisk president till mitten av juli 1914. Huertas faktiska diktatur blev officiell sedan han i oktober 1913 rensat deputeradekammaren och häktat 110 deputerade. Hans regering med ståndrätt och terror var stramt reaktionär, det feodala Mexikos sista stora kraftutveckling. President Woodrow Wilsons avoghet undergrävde Huertas ställning, och då oppositionen inom landet också kom till en öppen konflikt med USA, måste han avgå.
Huerta flydde till USA, varifrån han försökte återvända resten av sitt liv, men blev sjuk 1915 och dog innan han kunde göra ett nytt kuppförsök med amerikanskt stöd.